# Casa Pere Moragas
La Casa Pere Moragas és un edifici situat al carrer de la Lluna, 23 del Raval de Barcelona. Com que no està catalogat, li correspon la categoria D (bé d'interès documental) atorgada per defecte a tots els edificis del districte de Ciutat Vella.

## Història
El 1853, el fuster Josep Botey i Riba, el seu germà Francesc, lampista, i l'argenter Eloi Coll i Rafel van promoure un gran bloc d'habitatges als nous carrers de la Lluna i de Cardona, projectat pel mestre d'obres Francesc Ubach. A tal efecte, el primer havia obtingut del comerciant i terratinent Rafael Sabadell i Permanyer l'establiment en emfiteusi d'una porció de terreny de 795 pams quadrats a la cantonada dels dos carrers, i tots tres es van comprometre a adquirir en emfiteusi a Rosa Nadal i Dodero (usufructuària) i als tutors del seu fill menor d'edat Manuel Sagnier i Vidal una porció del seu hort de 34.199 pams quadrats, dividit posteriorment en tres parcel·les individuals. Tanmateix, l'operació va quedar frustrada a causa de l'embargament de les d'Eloi Coll i Josep Botey per l'impagament de tributs a la Hisenda pública.
El 1855, Francesc Botey va restituir als Nadal-Sagnier una part de la seva parcel·la, i va vendre la resta (9.472 pams quadrats), incloent-hi els fonaments i les parets de l'edifici que s'hi havia començat a construir, al fabricant de midó Pere Moragas i Batlle i la seva esposa Josepa Magrans per 180 duros, pagant-ne 200 al picapedrer Joan Miquel i al paleta Joan Artés. La casa ja devia ser acabada l'octubre de l'any següent, quan els propietaris van reconèixer el domini als senyors emfitèutics, i la seva fàbrica hi va funcionar durant uns anys. Posteriorment, l'edifici fou heretat pel seu fill Jaume Moragas i Magrans.

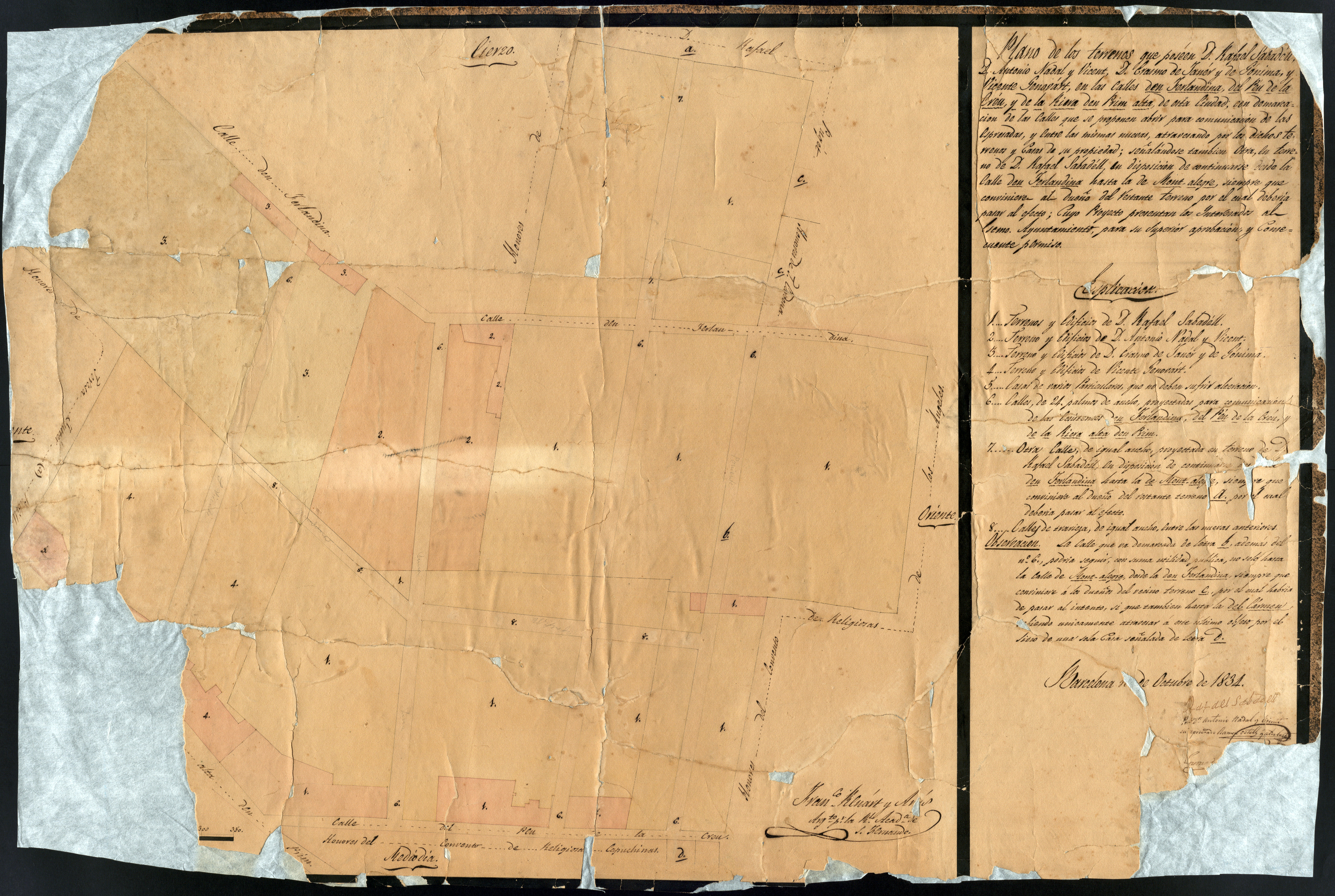
Plànol de la zona dels carrers de Ferlandina, Peu de la Creu i Riera d'en Prim alta, amb la proposta d'obertura de nous carrers pels propietaris Rafael Sabadell, Antoni Nadal i Vicent, Erasme de Janer i de Gònima i Vicenç Genovart

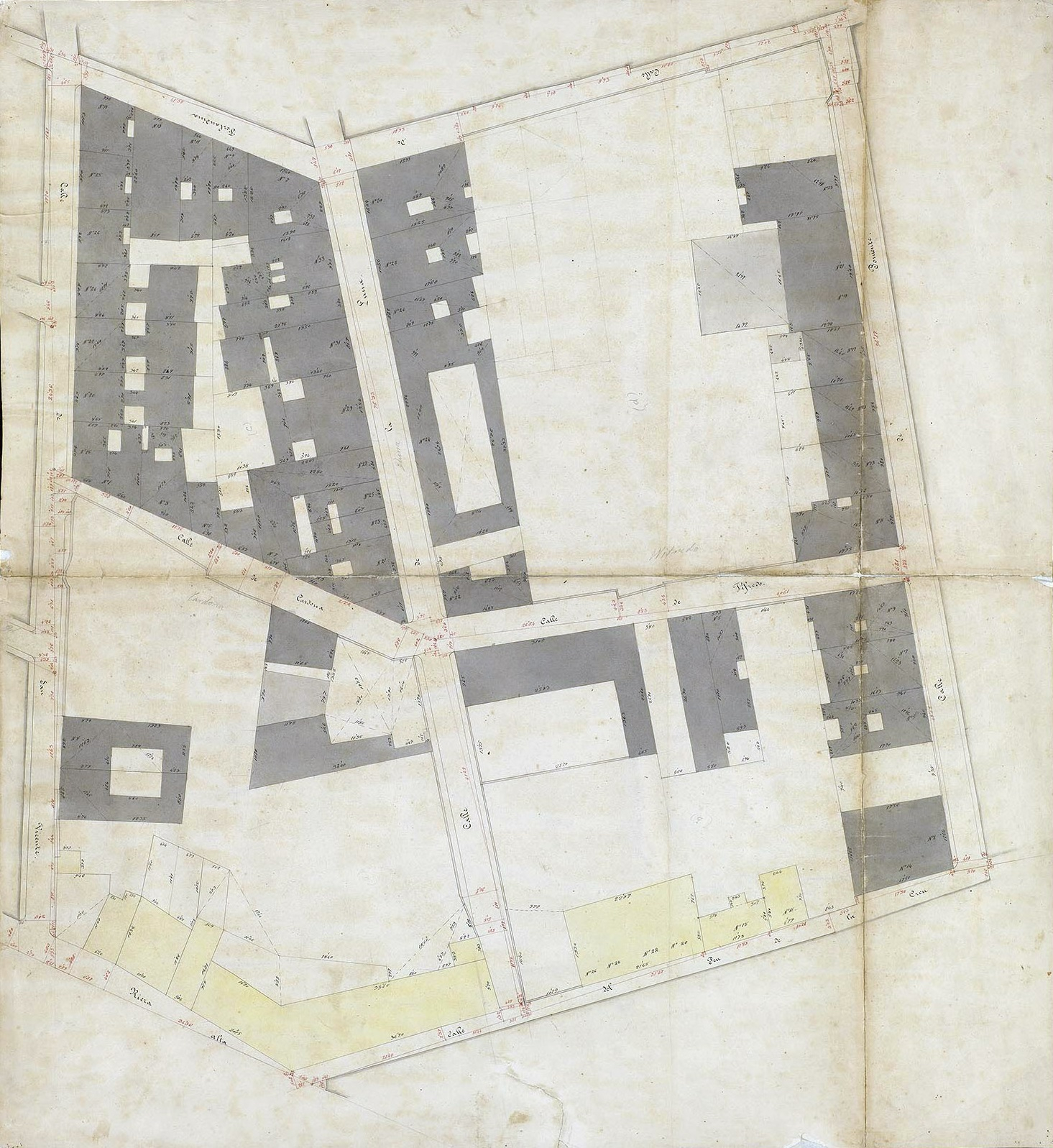
Quarteró núm. 73 de Garriga i Roca (c. 1860)